# Gnosjö
Gnosjö ist eine Ortschaft (tätort) in der schwedischen Provinz Jönköpings län und der historischen Provinz Småland. Er ist Hauptort der gleichnamigen Gemeinde.
Gnosjö gehört zu den Orten mit der höchsten Zuwanderungsziffer in Schweden. Jeder zweiter Bewohner ist entweder ein Einwanderer oder besitzt einen ausländischen familiären Hintergrund. Das Gleiche gilt auch für die gesamte Gemeinde Gnosjö, in der die Zuwanderungsanteil ebenfalls über 50 Prozent der Bevölkerung ausmacht. Damit leben dort, prozentual gesehen, die meisten Mitbürger mit nicht-skandinavischer Herkunft in Schweden.

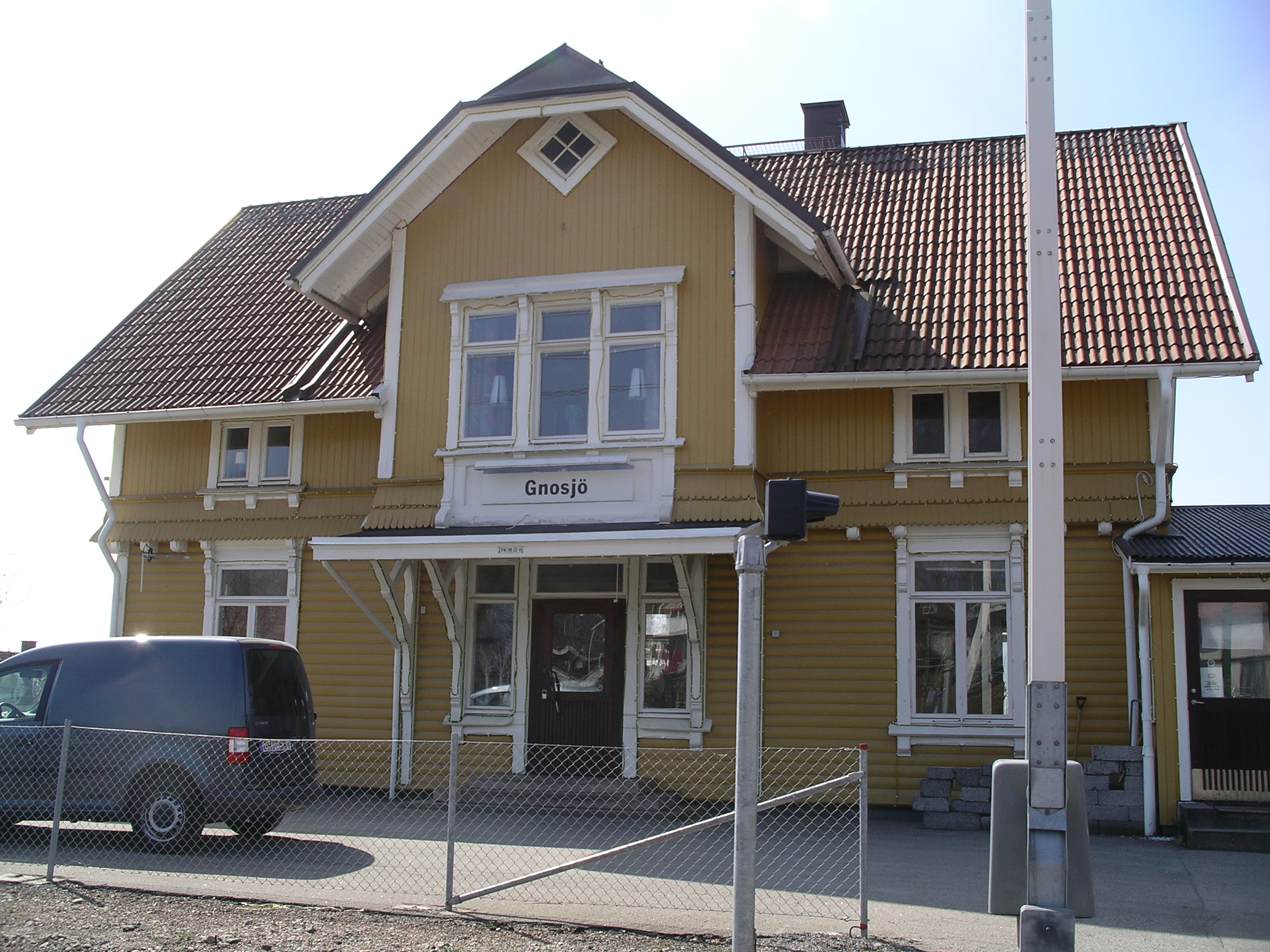
Bahnhof Gnosjö

Die Stadt hat den Begriff „Gnosjöandan“ geprägt, der in Schweden bekannt ist und die wirtschaftlichen Entwicklung in dem Ort beschreibt. Der Begriff ist am leichtesten mit „Gnosjö-Geist“ zu übersetzen. Er beschreibt das dort vorherrschende Potential an zahlreichen Kleinbetrieben im Zusammenspiel mit den Integrationsprojekten, die das Leben der Zuwanderer dort ermöglichen und verbessern. Der Begriff wurde 1995 von der Ortschaft markenrechtlich geschützt. Diese Förderung zum Aufbau der heimischen Wirtschaft wird schon seit den 1940er Jahren betrieben.

## Bekannte Einwohner
- Maria Larsson, Politikerin und Gesundheitsministerin